# Awaous aeneofuscus
Awaous aeneofuscus är en fiskart som först beskrevs av Peters 1852.  Awaous aeneofuscus ingår i släktet Awaous och familjen smörbultsfiskar. Inga underarter finns listade.